# Liste der Biografien/Martino
Liste der Biografien |
Portal Biografien |
Personensuche
# |
A |
B |
C |
D |
E |
F |
G |
H |
I |
J |
K |
L |
M |
N |
O |
P |
Q |
R |
S |
T |
U |
V |
W |
X |
Y |
Z |
?
 
Ma |
Mb |
Mc |
Md |
Me |
Mf |
Mg |
Mh |
Mi |
Mj |
Mk |
Ml |
Mm |
Mn |
Mo |
Mp |
Mq |
Mr |
Ms |
Mt |
Mu |
Mv |
Mw |
Mx |
My |
Mz
 
Maa |
Mab |
Mac |
Mad |
Mae |
Maf |
Mag |
Mah |
Mai |
Maj |
Mak |
Mal |
Mam |
Man |
Mao |
Map |
Maq |
Mar |
Mas |
Mat |
Mau |
Mav |
Maw |
Max |
May |
Maz
 
Mara |
Marb |
Marc |
Mard |
Mare |
Marf |
Marg |
Marh |
Mari |
Marj |
Mark |
Marl |
Marm |
Marn |
Maro |
Marp |
Marq |
Marr |
Mars |
Mart |
Maru |
Marv |
Marw |
Marx |
Mary |
Marz
 
Marta |
Marte |
Marth |
Marti |
Martj |
Martl |
Martm |
Martn |
Marto |
Martr |
Marts |
Martt |
Martu |
Martw |
Marty |
Martz
 
Martia |
Martic |
Martie |
Martig |
Martik |
Martil |
Martim |
Martin |
Martir |
Martis |
Martit |
Martiu |
Martiv
 
Martin, A |
Martin, B |
Martin, C |
Martin, D |
Martin, E |
Martin, F |
Martin, G |
Martin, H |
Martin, I |
Martin, J |
Martin, K |
Martin, L |
Martin, M |
Martin, N |
Martin, O |
Martin, P |
Martin, Q |
Martin, R |
Martin, S |
Martin, T |
Martin, U |
Martin, V |
Martin, W |
Martin, Z |
Martina |
Martinb |
Martinc |
Martind |
Martine |
Marting |
Martinh |
Martini |
Martinj |
Martink |
Martino |
Martinp |
Martins |
Martinu |
Martiny |
Martinz
Die Liste der Biografien führt alle Personen auf, die in der deutschsprachigen Wikipedia einen Artikel haben. Dieses ist eine Teilliste mit 62 Einträgen von Personen, deren Namen mit den Buchstaben „Martino“ beginnt.

## Martino
- Martino da Canale, venezianischer Chronist
- Martino, Al (1927–2009), US-amerikanischer SängerAl Martino (1927–2009)

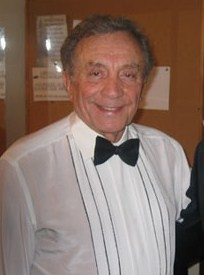
Al Martino (1927–2009)

- Martino, Angel (* 1967), US-amerikanische Schwimmerin
- Martino, Antonio (1942–2022), italienischer Politiker (Popolo della Libertà), Mitglied der Camera dei deputati
- Martino, Bernard (* 1941), französischer Autor und Regisseur
- Martino, Bruno (* 1996), uruguayischer Fußballspieler
- Martino, Dal (* 1959), deutscher Bassist
- Martino, Donald (1931–2005), US-amerikanischer Komponist
- Martino, Edoardo (1910–1999), italienischer Politiker, MdEP
- Martino, Enrico, italienischer Fotograf
- Martino, Francesco (1900–1965), italienischer Turner
- Martino, Gaetano (1900–1967), italienischer Politiker (Partito Liberale Italiano), Mitglied der Camera dei deputati
- Martino, Gerardo (* 1962), argentinischer Fußballspieler und -trainer
- Martino, Gina, US-amerikanische Schauspielerin, Filmproduzentin und Casting-Direktorin und ein Model
- Martino, Giuseppe (1915–2001), italienischer Radrennfahrer
- Martino, Joseph Francis (* 1946), US-amerikanischer Geistlicher, emeritierter Bischof von Scranton
- Martino, Joseph P. (1931–2022), amerikanischer Science-Fiction-Autor und Wissenschaftsberater
- Martino, Luciano (1933–2013), italienischer Filmproduzent, Drehbuchautor und Filmregisseur
- Martino, Massimo (* 1990), luxemburgischer Fußballnationalspieler
- Martino, Pat (1944–2021), US-amerikanischer Jazz-Gitarrist
- Martino, Pierre (1880–1953), französischer Romanist und Literaturwissenschaftler
- Martino, Renato Raffaele (1932–2024), italienischer Heistlicher, Diplomat und Kurienkardinal der römisch-katholischen KircheRenato Raffaele Martino (1932–2024)

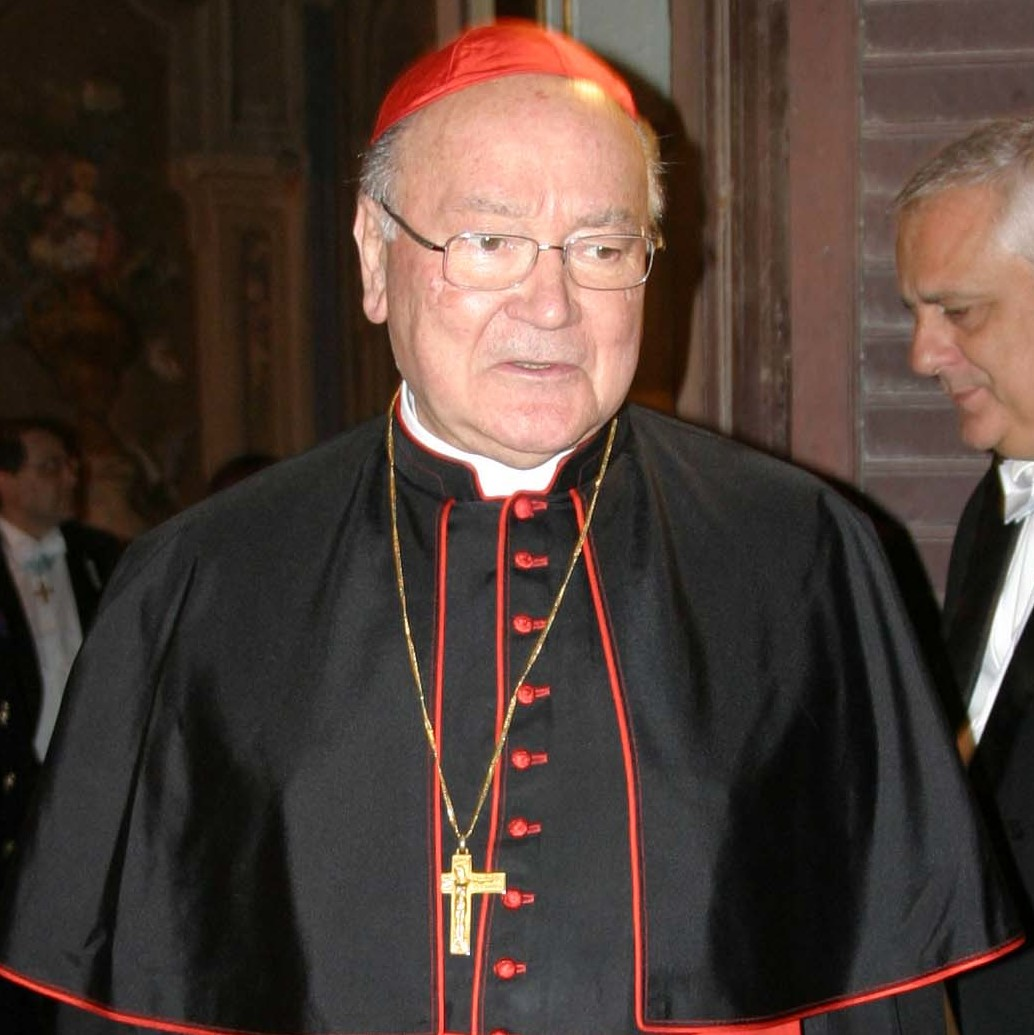
Renato Raffaele Martino (1932–2024)

- Martino, Rinaldo (1921–2000), argentinischer Fußballspieler
- Martino, Sergio (* 1938), italienischer Filmregisseur und Drehbuchautor
- Martino, Steve (* 1959), US-amerikanischer Regisseur

### Martinod
- Martinod, Marie (* 1984), französische Freestyle-Skisportlerin

### Martinol
- Martinola, Giuseppe (1908–1990), Schweizer Historiker
- Martinoli, Giuseppe (1903–1994), Schweizer Geistlicher, Bischof von Lugano
- Martinoli, Sebastiano (1872–1938), Schweizer Politiker (CVP), Jurist, Grossrat und Staatsrat
- Martinoli, Teresio (1917–1944), italienischer Pilot im Zweiten Weltkrieg
- Martinolle, Guy (* 1951), französischer Autorennfahrer
- Martinolli, Oswaldo (* 1929), argentinischer Fußballspieler

### Martinon
- Martinon, Frédéric, französischer Immunologe
- Martinon, Jean (1910–1976), französischer Dirigent und Komponist
- Martinon, Philippe (* 1859), französischer Romanist
- Martiñones, Diego (* 1985), uruguayischer Fußballspieler
- Martinoni, Mario (1896–1981), Schweizer Offizier

### Martinoo
- Martinook, Jordan (* 1992), kanadischer Eishockeyspieler

### Martinos
- Martinos, byzantinischer Caesar, Sohn des Herakleios

### Martinot
- Martinot-Lagarde, Pascal (* 1991), französischer Leichtathlet
- Martinot-Lagarde, Thomas (* 1988), französischer Leichtathlet
- Martinoty, Jean-Louis (1946–2016), französischer Opernregisseur und Autor

### Martinov
- Martinov, Zlatoje (* 1953), serbischer Publizist und Schriftsteller
- Martinović, Branislav (1937–2015), jugoslawischer Ringer
- Martinović, Danijela (* 1971), kroatische PopsängerinDanijela Martinović (* 1971)

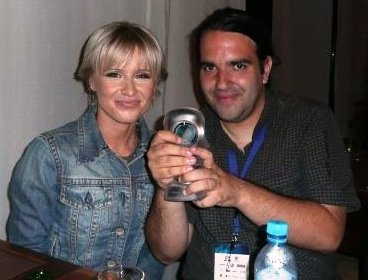
Danijela Martinović (* 1971)

- Martinović, Dominik (* 1997), kroatisch-deutscher Fußballspieler
- Martinović, Igor, kroatischer Kameramann
- Martinović, Ivan (* 1998), kroatischer HandballspielerIvan Martinović (* 1998)

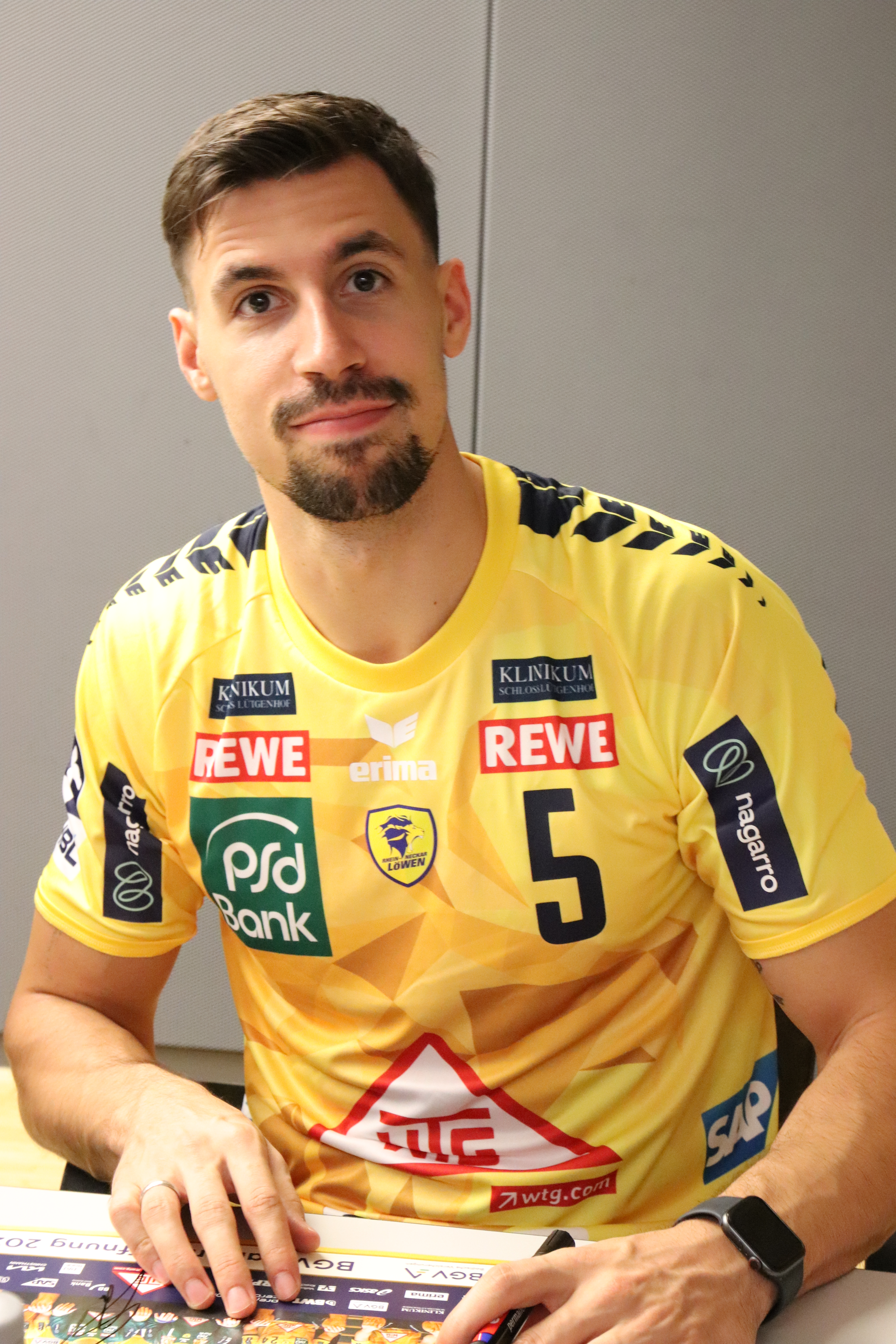
Ivan Martinović (* 1998)

- Martinović, Ivo (* 1965), kroatischer römisch-katholischer Ordensgeistlicher, Bischof von Požega
- Martinović, Josip (* 1989), kroatischer Fußballspieler
- Martinović, Marin (* 1996), österreichischer Handballspieler
- Martinovic, Marko (* 1996), österreichischer Fußballspieler
- Martinović, Novak (* 1985), serbischer Fußballspieler
- Martinović, Saša (* 1984), deutsch-kroatischer Eishockeyspieler
- Martinović, Siniša (* 1980), kroatisch-deutscher Eishockeyspieler
- Martinović, Slobodan (1945–2015), serbischer Schachspieler
- Martinovici, Florea (1940–2011), rumänischer Fußballspieler
- Martinovics, Ignaz Joseph (1755–1795), Ordensgeistlicher (Franziskaner), Freimaurer, Experimentalphysiker und Organisator der ungarischen Jakobinerverschwörung

### Martinow
- Martinow, Martin (* 1950), bulgarischer Radrennfahrer
- Martinowitsch, Viktor (* 1977), belarussischer Schriftsteller

### Martinoz
- Martinozzi, Anna Maria (1637–1672), italienisch-französische Adlige, durch Heirat Fürstin von Conti
- Martinozzi, Laura (1635–1687), durch Heirat Herzogin und Regentin von Modena